# Grande Chérie
Pour les articles homonymes, voir Sweetie.
Grande Chérie (Sweetie) est un film américain de Frank Tuttle, sorti en 1929.

## Fiche technique
- Titre français : Grande Chérie
- Titre original : Sweetie
- Réalisation : Frank Tuttle
- Scénario : Lloyd Corrigan, George Marion Jr.
- Directeur de la photographie : Alfred Gilks
- Montage : Verna Willis
- Ingénieur du son : Gene Merritt
- Musique : Nat W. Finston, W. Franke Harling
- Pays : États-Unis
- Langue : Anglais
- Format : Noir et blanc - 1,20:1 - 35 mm
- Durée : 95 minutes
- Société de production : Paramount Pictures
- Date de sortie : 
  - États-Unis : 2 novembre 1929

## Distribution
- Nancy Carroll : Barbara Pell
- Helen Kane : Helen Fry
- Stanley Smith : Biff Bentley
- Jack Oakie : Tap-Tap Thoompson
- William Austin : Professeur Willow
- Stuart Erwin : Axel Bronstrup
- Wallace MacDonald : Bill Barington
- Charles Sellon : Dr. Oglethorpe
- Joseph Depew : Freddie Fry

Reste de la distribution non créditée
- Aileen Manning : Miss Twill
- Dannie Mac Grant : Étudiant
- Fred Kohler Jr. : Étudiant jouant au football
- Frank Ross : Étudiant

## Lienss externes
- Ressources relatives à l'audiovisuel :   - AllMovie
  - IMDb
  - OFDb
  - The Movie Database